# Hohe Winde
Die Hohe Winde ist ein 1205 m ü. M. hoher Berg im Schweizer Jura.
Sie liegt im Kanton Solothurn, Gemeinde Beinwil SO, zwischen dem Tal der Lüssel (Passwangstrasse) und dem Guldental in der Nähe des Scheltenpasses.
Der Bergstock der Hohen Winde wird durch den Scheltenpass (1051 m) vom Stierenberg (höchster Gipfel 1239 m) abgetrennt, durch das Chratteneggli (902 m) vom Passwang (1204 m), und durch den Pt. 925 nördlich des Gehöfts Mittlere Rotmatt vom Dürreberg (1073 m). Eine topografische Besonderheit der Hohen Winde besteht darin, dass ihr höchster Punkt, der ca. 600 m nordwestlich vom Hauptkamm des Passwang entfernt liegt, mit diesem durch eine nur leicht eingesattelte Wiesen- und Weidelandschaft verbunden ist. Nach Südosten fällt der Passwang-Hauptkamm, dessen höchster Punkt im Bereich der Hohen Winde (hier Sunnenberg genannt) bei etwas über 1090 m liegt, dagegen 200 Höhenmeter steil ab.
Die von den Vogesen und dem Schwarzwald bis zu den Walliser Alpen reichende Aussicht macht den durch die Passwangstrasse und verschiedene Wanderwege erschlossenen Berg in der Region zu einem beliebten Ausflugsziel. Bei klarer Sicht können von der Nordseite aus der Chasseral, Elsässer Belchen (frz. Ballon d’Alsace), die Stadt Basel, der Feldberg (D), Rheinfelden (CH), Wasserfallen (die Endstation der Wasserfallenbahn), Passwang und südlich das ganze Alpenpanorama gesehen werden.

## Einrichtungen
Nahe beim Gipfelpunkt befindet sich die Skihütte des Skiclubs Thierstein. Die Hütte ist jeweils an Wochenenden offen und ist für jedermann zugänglich und bewirtet. Östlich des Gipfels befindet sich auf 1070 m Höhe das Restaurant "Vorder Erzberg", das mit Fahrzeugen über die Scheltenpass-Strasse erreicht werden kann.
Auf der Nordseite, oberhalb von Beinwil-Schachen, befindet sich ein 1975 erbauter, 1320 m langer Skilift und mehrere Skipisten.

## Geschichte
Im Mittelalter wurde nahe dem Gipfel Bohnerz abgebaut. Davon zeugen heute noch Dolinen im Gebiet «Vorder Erzberg».

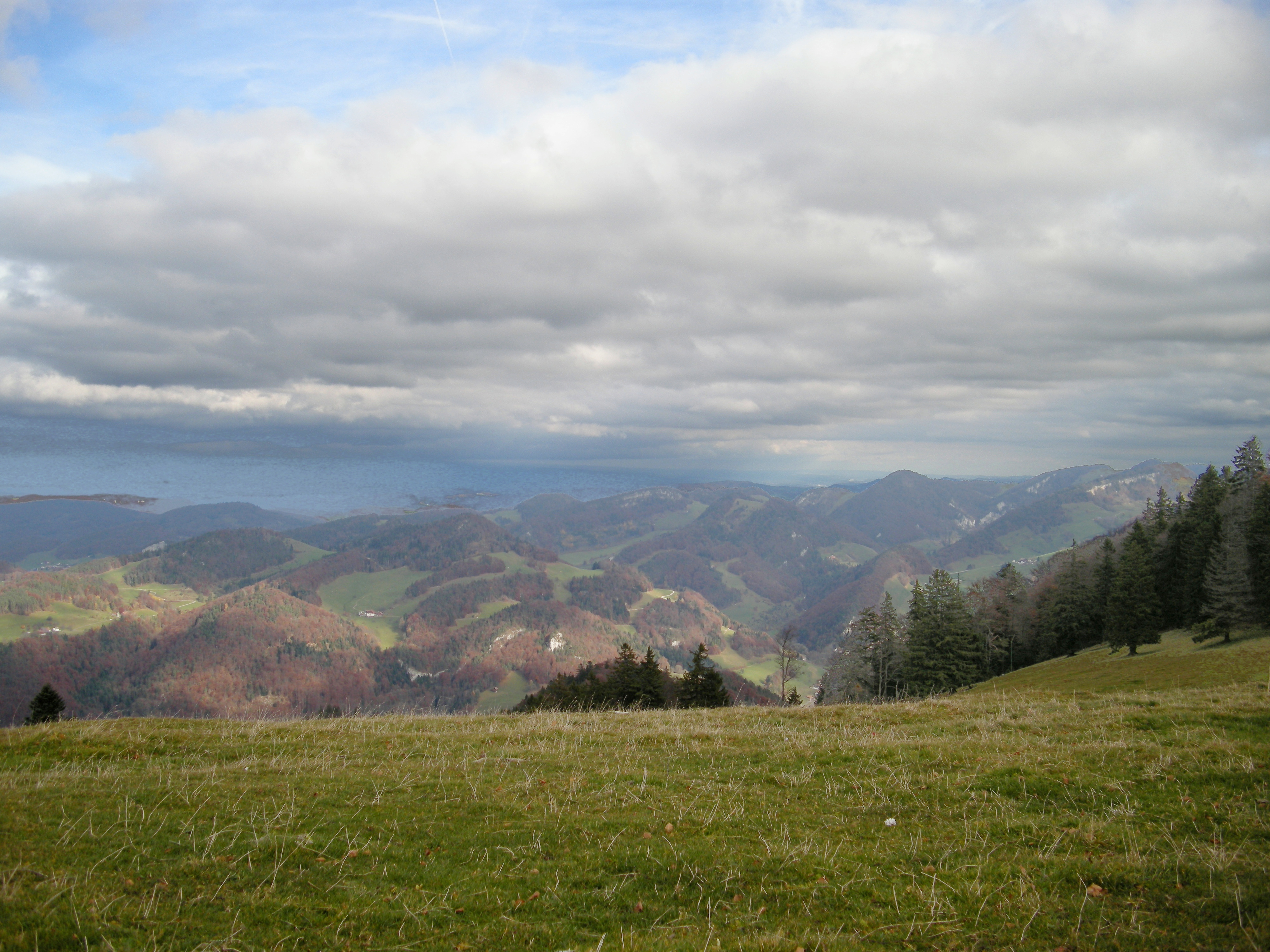
Wiese auf dem Gipfel. Blick in Richtung Wasserfallen und Passwang.
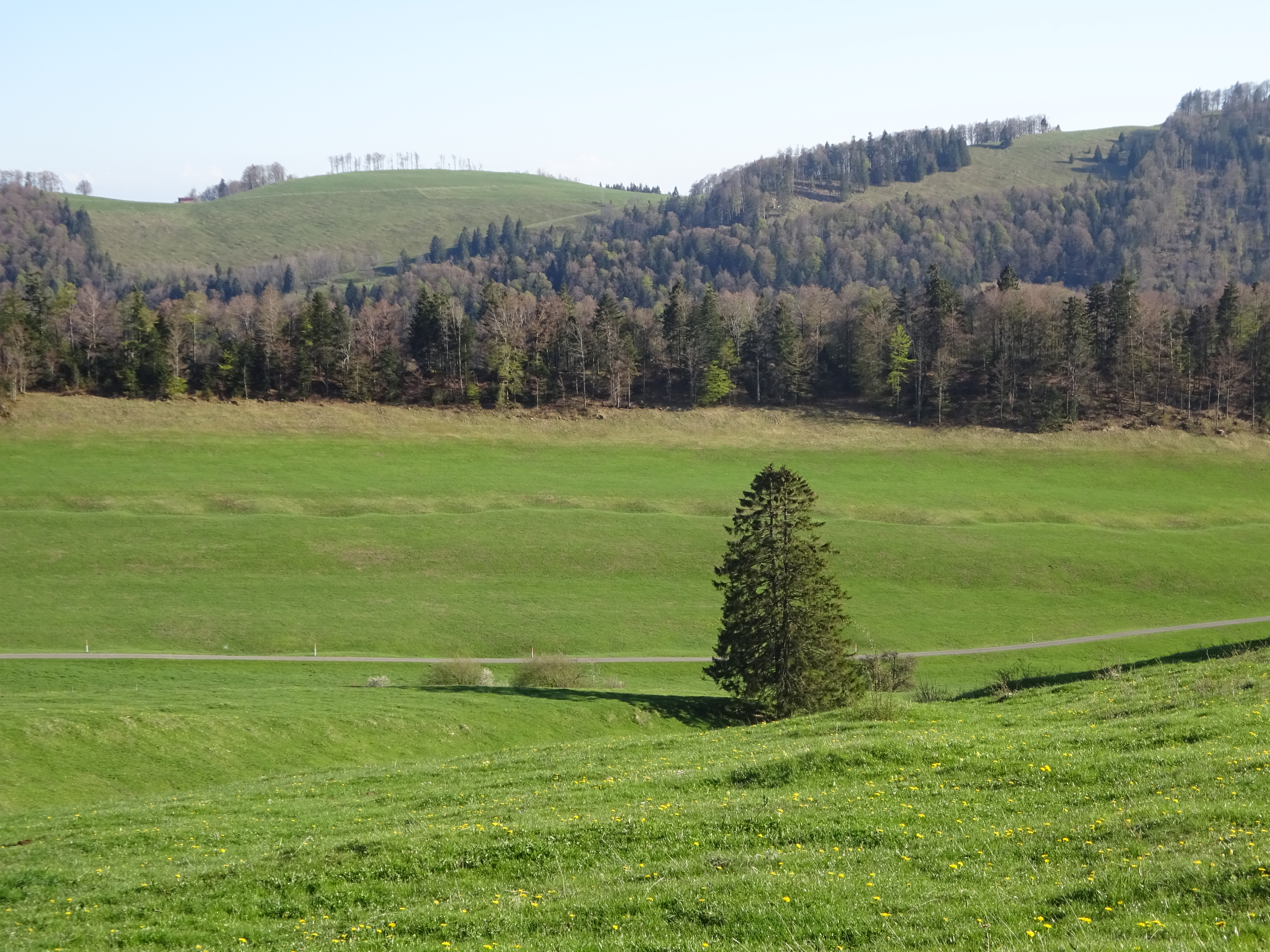
In der Bildmitte, horizontal: Zeugnisse des früheren Eisenerz-Abbaus